# Wolfgang Unzicker
Wolfgang Unzicker (ur. 26 czerwca 1925 w Pirmasens, zm. 20 kwietnia 2006 w Albufeirze) – niemiecki arcymistrz, czołowy szachista Republiki Federalnej Niemiec po II wojnie światowej.

## Kariera szachowa

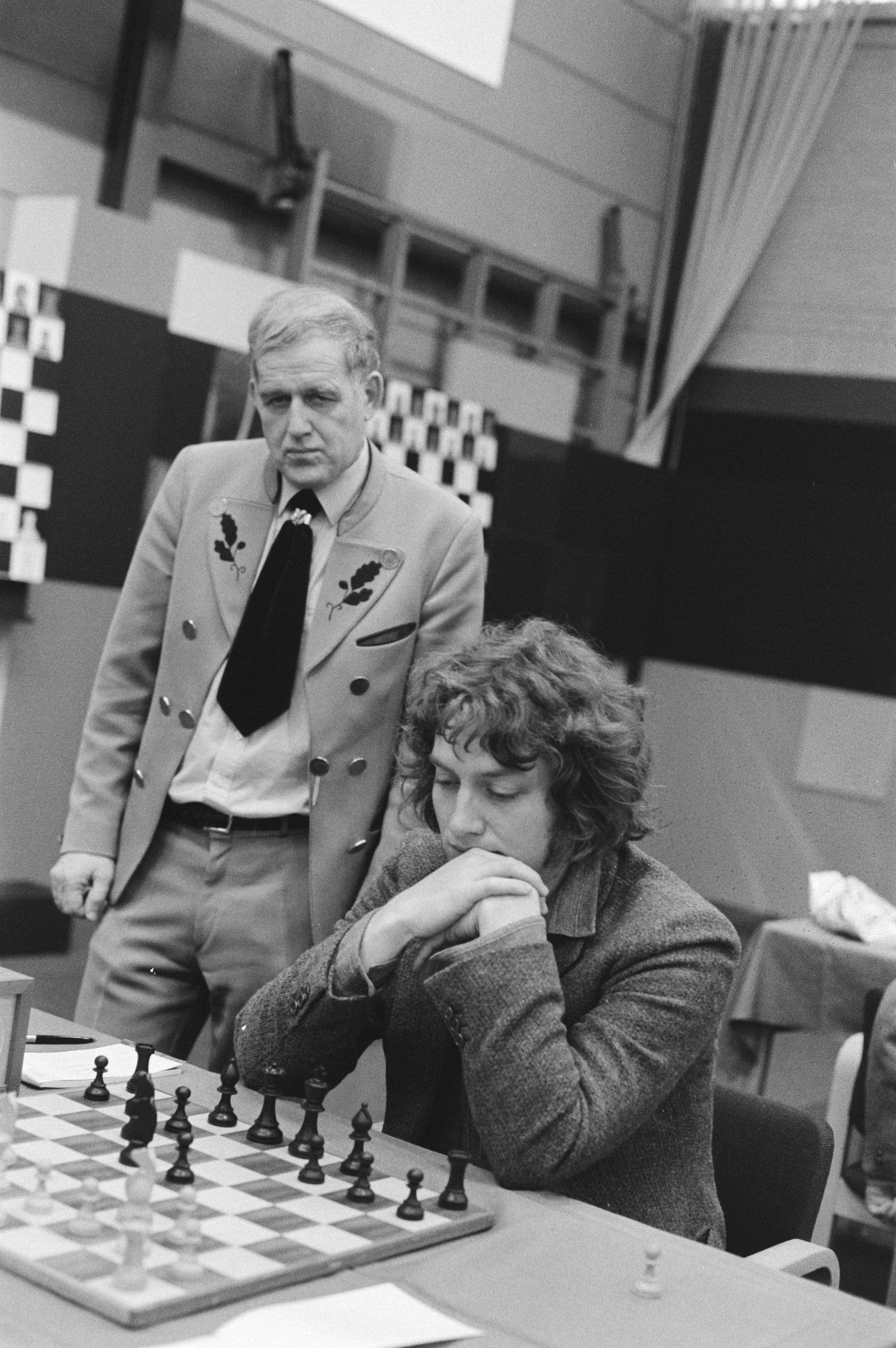
Wolfgang Unzicker oraz Jan Timman, Wijk aan Zee 1981

Był siedmiokrotnym mistrzem swojego kraju i trzynastokrotnym uczestnikiem olimpiad szachowych. Na olimpiadzie w 1950 roku w Dubrowniku zdobył złoty medal na I szachownicy wynikiem 78,6%. Razem z drużyną dwukrotnie zdobył brązowy medal w 1950 i 1964 roku. W latach 1952 i 1955 awansował do turniejów międzystrefowych (eliminacji mistrzostw świata), jednak nigdy nie udało mu się awansować do meczów pretendentów (najbliżej osiągnięcia tego sukcesu był w 1952 r. w Sztokholmie, gdzie zajął IX m.).
Unzicker był zwycięzcą kilku turniejów, m.in. w Hastings (1951), Soczi (1967) i Mariborze (1967), jednak największym jego sukcesem było dzielone IV m. (z Lajosem Portischem) w Santa Monica w 1966 roku, za Borysem Spasskim, Bobby Fischerem i Bentem Larsenem, a przed Tigranem Petrosjanem i Samuelem Reshevskym.
Najwyższy ranking w karierze osiągnął 1 lipca 1971 r., z wynikiem 2545 punktów zajmował wówczas 38. miejsce na światowej liście FIDE, jednocześnie zajmując 3. miejsce wśród szachistów zachodnioniemieckich. 
Według retrospektywnego systemu Chessmetrics, najwyżej sklasyfikowany był w lipcu 1960 r., zajmował wówczas 17. miejsce na świecie.
Został pochowany na Cmentarzu Zachodnim w Monachium.